# Anisostachya cognata
Anisostachya cognata är en akantusväxtart som beskrevs av Raymond Benoist. Anisostachya cognata ingår i släktet Anisostachya och familjen akantusväxter. Inga underarter finns listade i Catalogue of Life.